# Eucodonium
Eucodonium is een geslacht van neteldieren uit de familie van de Eucodoniidae.

## Soort
- Eucodonium brownei Hartlaub, 1907